# Sten'ka Razin
Stepan Timofeevič Razin detto Sten'ka (in russo Степан Тимофеевич Разин, Стенька?; Zimovejskaja-na-Donu, 1630 – Mosca, 16 giugno 1671) è stato un militare e rivoluzionario russo, appartenente alla comunità dei cosacchi del Volga. Fu la figura principale della rivolta cosacca del 1670 contro lo zar Alessio I Romanov.

## Biografia

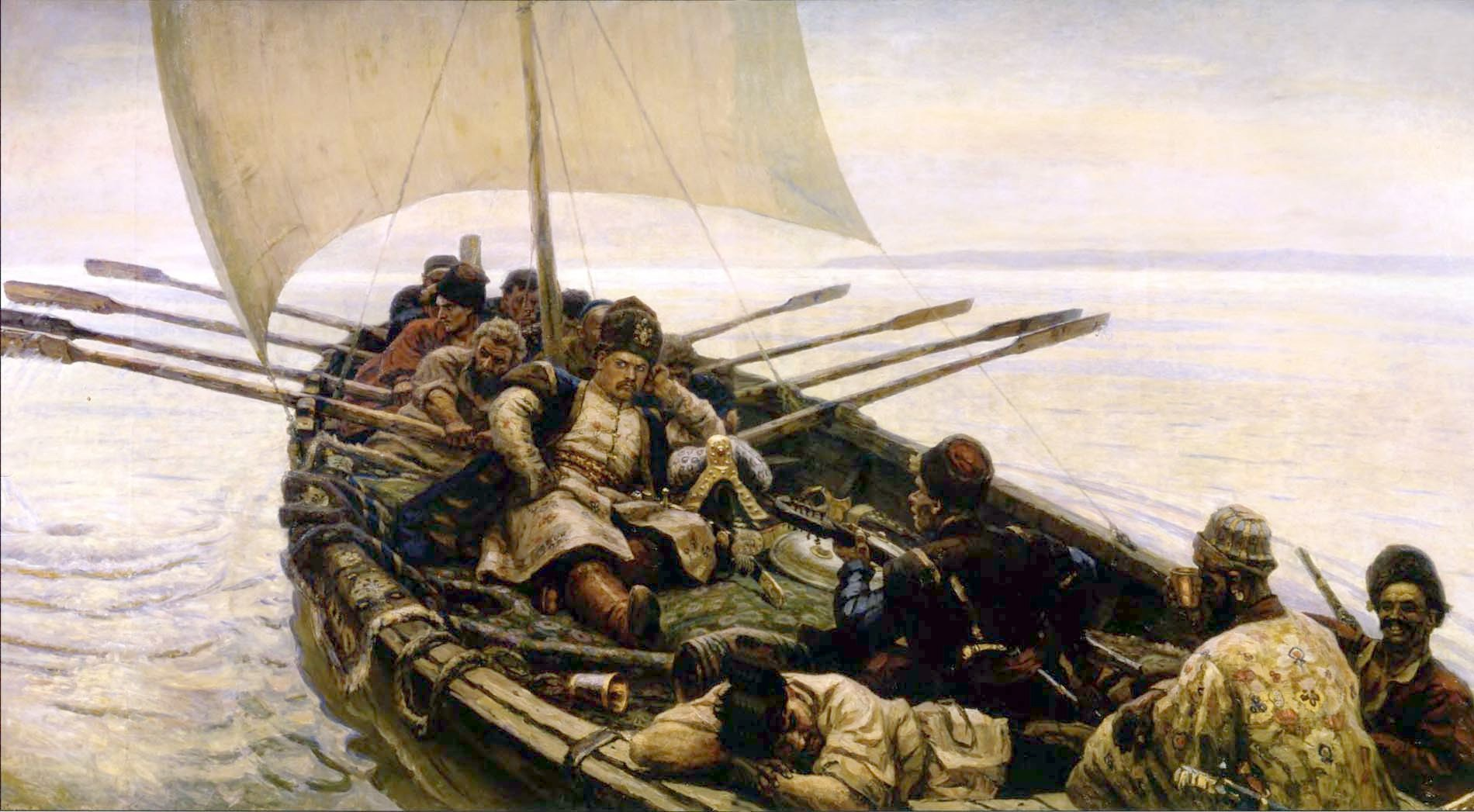
Sten'ka Razin nel Mar Caspio (Vasilij Ivanovič Surikov)

Mandato in missione ufficiale da parte dei cosacchi del Don presso i tatari calmucchi nel 1661 riapparve sei anni dopo a Panšinskoe come difensore degli oppressi, dei contadini poveri, dei servi della gleba fuggitivi, degli appartenenti a minoranze etniche perseguitate e dei disertori. Dal 1668 al 1669 condusse una campagna militare contro la Persia, per poi stabilirsi ad Astrachan'.
Figura principale della Rivolta cosacca del 1670 proclamò l'abolizione della schiavitù, sostenne l'uguaglianza di tutti e l'abolizione dei privilegi. Razin organizzò un esercito popolare che prese Caricyn (oggi Volgograd), Saratov e Samara risalendo il corso del Volga. Nel 1671 la rivolta contadina si estese anche alle regioni settentrionali della Russia. In ottobre, con la sconfitta presso il fiume Svijaga, Razin fu costretto alla ritirata. Tradito, fu consegnato alle autorità zariste che, dopo averlo torturato, lo squartarono pubblicamente in piazza Bolotnaya.

## Influenze nella cultura di massa
- Rimase la sua memoria in numerose poesie, canti e ballate popolari russe, dove viene rappresentato come difensore degli umili e vendicatore degli oppressi.
- Sten'ka Razin è protagonista del canto popolare russo Oj, to ne večer (Il sogno di Stepan Razin).
- Il musicista russo Aleksandr Glazunov gli dedicò l'omonimo poema sinfonico op.13, composto nel 1885.
- Nel XX secolo, in seguito alla Rivoluzione russa, Stenka Razin divenne uno dei più celebrati eroi sovietici.
- La raffigurazione stilizzata della norrena a vela spiegata, con la quale Sten'ka Razin attraversò il mar Caspio per guidare la Rivolta cosacca del 1670 contro il regime zarista, venne adottata come logo dalla casa automobilistica Lada-Vaz.[1]
- Viene citato durante uno dei primi bombardamenti della città di Stalingrado nel romanzo Stalingrado[2] di Vasilij Grossman.
- Porta il suo nome l'insediamento operaio Imeni Stepana Razina dell'oblast' di Nižnij Novgorod.